# (3655) Eupraxie
(3655) Eupraxie, désignation internationale (3655) Eupraksia, est un astéroïde de la ceinture principale.

## Description
(3655) Eupraxie est un astéroïde de la ceinture principale. Il fut découvert par Lioudmila Jouravliova le 26 septembre 1978 à Nauchnyj. Il présente une orbite caractérisée par un demi-grand axe de 4,012 UA, une excentricité de 0,2 et une inclinaison de 3,82° par rapport à l'écliptique.
Il fut nommé en hommage à Eupraxie, épouse du prince du XIIIe siècle Fiodor de Riazan (en), qui préféra la mort à la capture par les Tatars-Mongols.

## Compléments